# 德爾伍德 (伊利諾伊州)
德爾伍德（英語：Delwood）是位於美國伊利諾伊州波普縣的一個非建制地區。該地的面積和人口皆未知。

## 地理
德爾伍德的座標為37°34′47″N 88°34′17″W / 37.57972°N 88.57139°W，而該地的平均海拔高度為216米（即709英尺）。